# Управление по контролю за иностранными активами
Управление по контролю за иностранными активами (OFAC, Office of Foreign Assets Control) — подразделение Министерства финансов США, занимающееся вопросами финансовой разведки, планированием и применением экономических и торговых санкций в целях поддержки целей американской национальной безопасности и внешней политики. OFAC осуществляет свою деятельность против иностранных государств и ряда других организаций и лиц, в частности, террористических группировок, которые официально признаны Вашингтоном в качестве угроз для национальной безопасности США.
В структуре Минфина США OFAC подчиняется Управлению по финансовой разведке и противодействию терроризму (TFI). Стратегически задачи OFAC определяются Белым домом, но в большинстве случаев конкретные цели уточняются отделом глобального таргетинга (Office of Global Targeting) в составе OFAC.
Иногда OFAC называют одним из «самых мощных, но малоизвестных» государственных агентств страны, и в действительности роль управления в качестве инструмента внешней политики правительства США все более возрастает. С сентября 2017 года агентство имеет право взимать значительные штрафы с лиц, которые не выполняют его предписания, а также замораживать активы и запрещать их деятельность в США. В 2014 году OFAC заключило соглашение с французским банком BNP Paribas на рекордную сумму в 963 млн долларов по урегулированию судебного иска на 8,9 млрд долларов против французского банка, возбужденного в связи с нарушением им американских санкций в отношении Ирана и Судана.

## История
Министерство финансов США вовлечено в международные экономические санкции со времен Англо-американской войны 1812 года, когда министр финансов Альберт Галлатин ввёл санкции против Великобритании в ответ на принудительную вербовку американских моряков.
В 1940—1947 годы существовало подразделение «Foreign Funds Control», а в 1947—1950 годах — «Office of International Finance». Foreign Funds Control (FFC) был создан указом президента EO 8389 в офисе Министра Финансов 10 апреля 1940 года, и использовал полномочия полученные законом 1917 года Trading with the Enemy. FFC, среди прочего, занимался контролем за импортом в военное время иностранных средств и ограничениями на торговлю с вражескими странами. Также FFC участвовал в управлением черным списком Proclaimed List of Certain Blocked Nationals, и проводил перепись иностранных активов в США и американских активов за рубежом. В 1947 FFC был упразднен, а его функции переданы  созданному Office of International Finance (OIF). В 1948 году задачи OIF по блокированию зарубежных фондов были переданы в Office of Alien Property, агентство в составе Министерства юстиции США.
В декабре 1950 года в Office of International Finance было создано подразделение «Division of Foreign Assets Control», непосредственный предшественник OFAC. Незадолго до этого КНР вступила в корейскую войну, президент Гарри Трумэн объявил чрезвычайное положение и заблокировал все китайские и северокорейские активы в юрисдикции США. В дополнение к блокированию китайских и северокорейских активов, подразделение управляла рядом правил и распоряжений, изданных в соответствии с дополненным законом «Trading with the Enemy Act».
15 октября 1962 года приказом минфина «Division of Foreign Assets Control» было переименовано в «Office of Foreign Assets Control».
Джон Е. Смит (John E. Smith) служил директором подразделения при президенте Бараке Обаме (2015-2018 гг.).. С сентября 2018 г. по сентябрь 2023 г. директором OFAC была Andrea Gacki. С сентября 2023 г. директором OFAC является Bradley T. Smith.

## Программы санкций
По состоянию на 10 ноября 2015 года OFAC проводит следующие санкционные программы:
| Обозначение       | Дата обновления | Программа санкций                           | Частных лиц | Компаний | Кораблей | Самолетов | 31 CFR | Дата CFR | EO    | EO    |
| ----------------- | --------------- | ------------------------------------------- | ----------- | -------- | -------- | --------- | ------ | -------- | ----- | ----- |
| [561LIST]         |                 | Финансовые санкции против Ирана             | -           | -        | -        | -         | 561    |          |       |       |
| [BALKANS]         |                 | Связанные с Балканами                       | 229         | -        | -        | -         | 588    |          | 13304 |       |
| [BELARUS]         |                 | Белоруссия                                  | 208         | -        | -        | -         | 548    |          | 13405 |       |
| [BPI-PA]          |                 | Patriot Act                                 | -           | -        | -        | -         |        |          |       |       |
| [BPI-SDNTK]       |                 | Связанные с наркотиками                     | -           | -        | -        | -         | 598    |          |       |       |
| [BURMA]           |                 | Связанные с Мьянмой                         | 219         | -        | -        | -         | 537    |          | 13448 | 13464 |
| [CAR]             |                 | Центральноафриканская Республика            | 39          | -        | -        | -         | 553    |          |       |       |
| [COTED]           |                 | Кот-д’Ивуар                                 | 9           | -        | -        | -         | 543    |          |       |       |
| [CUBA]            |                 | Механизм реализации Санкций США против Кубы | 220         | -        | 5        | -         | 515    |          |       |       |
| [CYBER]           |                 | Связанное с киберпреступлениями             | -           | -        | -        | -         |        |          | 13694 |       |
| [DARFUR]          |                 | Дарфур                                      | 28          | 3        | -        | -         | 546    |          |       |       |
| [DPRK]            |                 | Северная Корея                              | 7           | 44       | 20       | -         | 510    |          | 13551 |       |
| [DPRK2]           |                 | Связанное с северной Кореей                 | 10          | 16       | -        | -         |        |          | 13687 |       |
| [DRCONGO]         |                 | Демократическая Республика Конго            | 106         | 27       | -        | -         | 547    |          |       |       |
| [EO13622]         |                 | Связанное с Ираном                          | 17          | 6        | -        | -         |        |          | 13622 |       |
| [EO13645]         |                 | Связанное с Ираном                          | 9           | 10       | 9        | -         |        |          | 13645 |       |
| [FSE-IR]          |                 | Уклоняющиеся от Иранских санкций            | 3           | 2        | -        | -         |        |          | 13608 |       |
| [FSE-SY]          |                 | Уклоняющиеся от Сирийских санкций           | -           | -        | -        | -         |        |          | 13608 |       |
| [FSE-WMD]         |                 | Связанное с оружием массового поражения     | -           | -        | -        | -         |        |          | 13608 |       |
| [FSE-SDGT]        |                 | Связанное с терроризмом                     | -           | -        | -        | -         |        |          | 13608 |       |
| [FTO]             |                 | Связанное с терроризмом                     | -           | 552      | -        | -         | 597    |          |       |       |
| [HRIT-IR]         |                 | Нарушения прав человека в Иране             | -           | 26       | -        | -         |        |          | 13606 |       |
| [HRIT-SY]         |                 | Нарушения прав человека в Сирии             | 2           | 6        | -        | -         |        |          | 13606 |       |
| [IFCA]            |                 | Связанное с Ираном                          | -           | -        | -        | -         |        |          |       |       |
| [IFSR]            |                 | Финансовые санкции против Ирана             | 239         | 857      | -        | 60        | 561    |          |       |       |
| [IRAN]            |                 | Иранские финансовые транзакции              | 19          | 416      | 175      | -         | 560    |          |       |       |
| [IRAN-HR]         |                 | Связанное с Ираном                          | 54          | 37       | -        | -         |        |          | 13553 |       |
| [IRAN-TRA]        |                 | Связанное с Ираном                          | 16          | 45       | -        | -         |        |          | 13628 |       |
| [IRAQ2]           |                 | Связанное с Ираком                          | 287         | 84       | -        | -         |        |          | 13315 | 13350 |
| [IRAQ3]           |                 | Связанное с Ираком                          | 102         | 48       | -        | -         |        |          | 13438 |       |
| [IRGC]            |                 | Финансовые санкции против Ирана             | 112         | 120      | -        | 38        | 561    |          |       |       |
| [ISA]             |                 | Акт об Иране (Iran Act)                     | 3           | 17       | -        | -         |        |          | 13574 |       |
| [JADE]            |                 | Жадеит Мьянмы                               | -           | -        | -        | -         |        |          |       |       |
| [LEBANON]         |                 | Ливан                                       | 13          | -        | -        | -         | 549    |          | 13441 |       |
| [LIBERIA]         |                 | Бывший либерийский режим Чарльза Тейлора    | 45          | 70       | -        | -         | 593    |          |       |       |
| [LIBYA2]          |                 | Связанное с Ливией                          | 134         | 3        | -        | -         | 570    |          |       |       |
| [MAGNIT]          |                 | Акт Магнитского                             | 54          | -        | -        | -         |        |          |       |       |
| [NPWMD]           |                 | Противодействие распространению ОМП         | 211         | 892      | 351      | 76        | 544    |          |       |       |
| [NS-ISA]          |                 | Связанное с Ираном                          | -           | -        | -        | -         |        |          | 13574 |       |
| [NS-PLC]          |                 | Лицензирование палестинских транзакций      | -           | -        | -        | -         | 594    |          |       |       |
| [SDGT]            |                 | Связанное с глобальным терроризмом          | 3015        | 1963     | -        | 101       | 594    |          |       |       |
| [SDNT]            |                 | Связанное с наркотрафиком                   | 436         | 511      | -        | -         | 536    |          |       |       |
| [SDNTK]           |                 | Связанное с наркотиками                     | 2102        | 1125     | 5        | -         | 598    |          |       |       |
| [SDT]             |                 | Терроризм                                   | 63          | 143      | -        | -         | 595    |          |       |       |
| [SOMALIA]         |                 | Сомали                                      | 199         | 20       | -        | -         | 551    |          |       |       |
| [SUDAN]           |                 | Связанное с Суданом                         | -           | 223      | -        | -         | 538    |          |       |       |
| [SOUTH SUDAN]     |                 | Южный Судан                                 | -           | -        | -        | -         | 558    |          | 13664 |       |
| [SYRIA]           |                 | Связанное с Сирией                          | 235         | 180      | 10       | 38        | 542    |          | 13399 | 13460 |
| [TCO]             |                 | Международные преступные организации        | 201         | 41       | -        | -         | 590    |          | 13581 |       |
| [UKRAINE-EO13660] |                 | Связанное с Украиной                        | 193         | 31       | -        | -         |        |          | 13660 |       |
| [UKRAINE-EO13661] |                 | Связанное с Украиной                        | 95          | 144      | -        | -         |        |          | 13661 |       |
| [UKRAINE-EO13662] |                 | Связанное с Украиной                        | -           | -        | -        | -         |        |          | 13662 |       |
| [UKRAINE-EO13685] |                 | Связанное с Украиной                        | -           | 42       | -        | -         |        |          | 13685 |       |
| [VENEZUELA]       |                 | Связанное с Венесуэлой                      | 7           | -        | -        | -         |        |          | 13692 |       |
| [YEMEN]           |                 | Йемен                                       | 23          | -        | -        | -         | 552    |          |       |       |
|                   |                 |                                             | 121         | 119      | -        | -         | 541    |          | 13391 | 13469 |

## Список SDN
OFAC публикует специальный черный список лиц (SDN, Specially Designated Nationals List), в котором перечислены люди, организации и корабли, с которыми гражданам США и постоянным жителям страны запрещено заниматься бизнесом. Этот перечень отличается от списка, который ведется в соответствии с разделом 314(a) патриотического
акта США.
После включения юридического или физического лица в список SDN, оно может обратиться в OFAC с просьбой об исключении. Однако OFAC не обязано исключать физическое или юридическое лицо из списка SDN. В федеральных судах рассматривались два дела, в которых действия OFAC были признаны не в полной мере соответствующими конституции США.
Так, в августе 2009 года федеральный суд в деле KindHearts v. Treasury постановил, что изъятие минфином активов KindHearts без предварительного уведомления и возможности апелляции является нарушением четвертой и пятой поправок.
23 сентября 2011 года Девятый окружной апелляционный суд оставил в силе решение нижестоящего суда о том, что процедуры, использовавшиеся минфином для закрытия исламского фонда Аль-Харамейн (Орегон) в 2004 году, были неконституционными. Суд заявил, что пятая поправка (гарантия надлежащего судебного разбирательства) требует от минфина уведомлять о причинах внесения в список террористов и предоставлять реальную возможность ответа на решение. Кроме того, суд постановил, что замораживание активов является изъятием в соответствии с четвертой поправкой и поэтому требует судебного решения.
По состоянию на 7 октября 2015 года в список SDN были внесены более 15,2 тысяч записей, касающихся представителей 155 стран. Из них 178 записей относились к воздушным судам и 575 записи — к морским судам. Остальные 14467 записей содержали наименования физических и юридических лиц. При этом в список SDN одновременно внесены все известные OFAC наименования (Ф.И.О.) каждого санкционного лица, из-за чего общее количество записей в списке заметно превышает количество физических и юридических лиц, которые внесены в список SDN.

### Критика
В СМИ был приведен случай, когда платеж за оплату прогулок с собакой по кличке Даиш был приостановлен до получения разъяснения об отсутствии связи данного платежа с финансированием террористической организации Daesh (ИГИЛ).